# منصورلو (فکه)
منصورلو (به ترکی استانبولی: Mansurlu) یک منطقهٔ مسکونی در ترکیه است که در فکه، ترکیه واقع شده‌است.